# Dolichoderus feae
Dolichoderus feae is een mierensoort uit de onderfamilie van de Dolichoderinae. De wetenschappelijke naam van de soort is voor het eerst geldig gepubliceerd in 1889 door Emery.